# 長者濱潮騷玫瑰公園前車站
長者濱潮騷玫瑰公園前車站（日语：／ Chōjagahama-shiosai-hamanasu-kōen-mae eki */?）是屬鹿島臨海鐵道大洗鹿島線之車站，位於茨城縣鹿嶋市大字角折2273-17。 

## 車站構造
側式月台1面1線的地面車站。無人站。

## 車站周邊
- 国道51号
- 茨城県道242号鉾田鹿嶋線

## 歷史
- 1990年11月18日：設站。

## 站名
此站發音假名達到22個字，曾經與南阿蘇鐵道高森線的「南阿蘇水之誕生里白水高原站」並列為日本最長站名。
正式顯示為13個字，開設當初的正式顯示是日本最長站名（在那之前發音假名字數最長的是札幌市電的西線9條旭山公園通停留場（20個字），正式顯示為梁川希望之森公園前站（11個字）），1992年（平成4年）南阿蘇鐵道高森線「南阿蘇水之誕生里白水高原站」（正式顯示為14個字，發音假名為22個字）開業。發音假名的字數相同，則以正式顯示的字數較少而讓出日本最長站名寶座。
2001年一畑電氣鐵道北松江線的古江站改名為「路易斯・C・蒂芬尼庭園美術館前站」（正式顯記為18個字，發音假名為24個字），一度奪去日本假名最長站名寶座，但該站於2007年（平成19年）5月21日改名為「松江英式花園前站」（正式顯示為14個字，發音假名為16個字）重新交出最長站名寶座。
但是站名顯示最長的車站為2001年開業的迪士尼度假區線的度假區總站及東京迪士尼樂園站（17個字）。
2020年3月20日京福電氣鐵道北野線的等持院站改名為等持院·立命館大學衣笠校區前站（讀音假名26個字，顯示為17個字），取得日本最長站名稱號。2021年1月1日富山地方鐵道富山軌道線的富山TOYOPET本社前（五福末廣町）停留場改為豐田汽車富山 G廣場五福前（五福末廣町）停留場（讀音假名32個字，顯示為26個字），成為日本最長站名。

## 相鄰車站
鹿島臨海鐵道
■大洗鹿島線
鹿島大野－長者濱潮騒玫瑰公園前－荒野台

## 外部連結
- 長者濱潮騷玫瑰公園前站 | 鹿島臨海鐵道株式會社 （页面存档备份，存于）